# چارناکوویزنا
چارناکوویزنا (به لهستانی:  Czarnakowizna) یک روستا در لهستان است که در گمینا سوواوکی واقع شده‌است.